# Jolanta Nieszporek
Jolanta Irena Nieszporek – polska chemik, dr hab. nauk chemicznych, adiunkt Instytutu Nauk Chemicznych Wydziału Chemii Uniwersytetu Marii Curie-Skłodowskiej w  Lublinie.

## Życiorys
10 grudnia 2001 obroniła pracę doktorską Wpływ mieszanych warstw adsorpcyjnych na mechanizm elektroredukcji jonów Zn2+ na rtęci, 17 listopada 2014 habilitowała się na podstawie pracy zatytułowanej Wpływ wybranych związków powierzchniowo czynnych na kinetykę i mechanizm elektroredukcji jonów Zn2+.  Została zatrudniona na stanowisku adiunkta w Instytucie Nauk Chemicznych na Wydziale Chemii Uniwersytetu Marii Curie-Skłodowskiej w  Lublinie.